# Гарифуллин, Джамаль хазрат
Джамаль хазрат Гарифуллин (баш.  Йәмал хәзрәт Ғарифуллин, тат. Җәмәл, в миру Артём Сиреневич Гарифуллин; род. 28 июня 1988, Магдебург) — российский деятель ислама, полномочный представитель Духовного управления мусульман Российской Федерации в Приморском крае.

## Биография
Артём Сиреневич Гарифуллин родился 28 июня 1988 года в городе Магдебург (ГДР) . Отец, Гарифуллин Сирень Сахибулович — военный, был начальником продсклада. Мать, Гарифуллина Рима Миргабутдиновна, работала в офицерской столовой.
Начальное религиозное обучение он получил в медресе «Нуруль Ислам» в городе Октябрьский, республика Башкортостан. В дальнейшем обучался в медресе в Стамбуле по направлениям «Фикх аль-Ханафий» (Исламское право Ханафитского толка), а также в медресе Хафизов. Высшее религиозное образование Гарифуллин получил в Российском исламском университете в Уфе. Помимо этого он обучался в Башкирском государственном педагогическом университете имени М. Акмуллы, где в 2011 году окончил институт повышения квалификации и профессиональной переподготовки.
В 2009 году Джамаль хазрат Гарифуллин стал преподавателем в медресе «Биляр» в Ульяновске. В 2010 году он был назначен имам-мударрисом (преподавателем основ ислама) в мечети «Булгар» в Чебоксарах. В 2012 году Гарифуллин назначен имамом-мухтасибом Чебоксарского мухтасибата.
В 2013 году он стал преподавать шариатские науки в Российском исламском университете Уфы, и параллельно работать имам-хатыбом мечети Махалля № 2043 санатория Юматово Уфимского района Башкортостана. В 2014 году Гарифуллин получил должность ректора медресе «Биляр» в Ульяновске. В августе 2015 года он был назначен имам-хатыбом на остров Сахалин, а в 2016 году стал имам-мухтасибом Сахалинской области. В 2017 году Гарифуллин стал первым заместителем муфтия Дальнего Востока.
В 2019 году распоряжением Президента Республики Татарстан за вклад в развитие духовно-нравственных традиций, укрепление мира и межконфессионального согласия Гарифуллину объявлена благодарностью. С 2020 года он является полномочным представителем Духовного управления мусульман Российской Федерации в Приморском крае.
Джамаль хазрат Гарифуллин является братом Ахмада хазрата и Айдара Гарифуллиных.